# Mocca
Mocca es una agrupación indonesia formada en 1997 en la ciudad de Bandung (de dos millones de habitantes), en la isla de Java Occidental (Indonesia).
El estilo musical de la banda está inspirado en el sonido retro de los años setenta, con influencias de 
swing,
bossa nova,
pop sueco, y
jazz.
Los integrantes de la banda son:
- Arina Ephipania Simangunsong,
- Riko Prayitno,
- Achmad ''Toma'' Pratama e
- Indra Massad.

Al tocar en vivo, Mocca cuenta con el apoyo de seis músicos adicionales en teclados, guitarra, percusión, trompeta, trombón y saxo.

## Discografía

### Álbumes
- My Diary (Mi Diario) (2002)
- Friends (Amigos) (2004)
- Colours (Colores) (2007)
- Home (Casa) (2014)
- Lima (Cinco) (2018)

### Miniálbumes / EP
- OST Untuk Rena (2005)

### Singles / compilaciones
- "Secret Admirer" – Gadis magazine album compilation, 2002
- "Secret Admirer" (acoustic version) – Ripple Magazine, 13th edition, 2002
- "Me & My Boyfriend" (acoustic version) – "Delicatessen" 2nd compilation, 2002
- "Me & My Boyfriend" – MTV Gress compilation, 2004